# Халилов, Мухаммеднур
Мухаммеднур Халилов или Мухамметнур Халылов (туркм. Muhammetnur Halylow; род. 1955, Ашхабад) — туркменский государственный деятель.

## Биография
Родился в 1955 году в Ашхабаде. В 1976 году окончил Туркменский политехнический институт. По специальности — инженер-геолог.
1976—1993 — инженер, старший инженер Всесоюзного научно-исследовательского института природных газов.
1993 — старший научный сотрудник, и. о. заведующего лабораторией Научно-исследовательского проектного института газа Туркменистана.
1993—2009 — на руководящих должностях в Институте нефти и газа, Государственной корпорации «Туркменгеология», Государственном концерне «Туркменгаз».
2009 — 11.01.2013 — директор Научно-исследовательского геологоразведочного института Государственной корпорации «Туркменгеология».
Министр нефтегазовой промышленности и минеральных ресурсов Туркменистана (11.01.2013 или 14.01.2013 — 08.01.2016).
Директор научно-исследовательского института природного газа «Туркменгаз» (С 08.01.2016).

## Награды
- Медаль «Watana bolan söygüsi üçin» (26.10.2009)
- Медаль «Magtymguly Pyragy» (20.10.2014)